# Poręby (Besko)
Poręby – część wsi Besko w Polsce, położona w województwie podkarpackim, w powiecie sanockim, w gminie Besko, stanowiąca samodzielne sołectwo.
W latach 1975–1998 Poręby administracyjnie należały do województwa krośnieńskiego.